# Ступарик Богдан Михайлович
Богдан Михайлович Ступарик (7 березня 1940, село Задубрівці Снятинського повіту Станіславської (із 1962 р. Івано-Франківської) області — 19 жовтня 2002, м. Івано-Франківськ) — відомий галичанин, український науковець, доктор педагогічних наук, професор, член-кореспондент Академії педагогічних наук України, відмінник освіти України, відмінник профтехосвіти СРСР, Заслужений працівник професійно-технічної освіти, фундатор нового напряму дослідження — історії становлення й розвитку теорії та практики національної освіти й національного виховання в Галичині

## Навчання
Особистісне формування Б. Ступарика припало на період другої половини 1950–60-х рр., коли на західноукраїнських землях відбувалися суперечливі процеси утвердження радянського політичного режиму. Вже навчаючись у Задубрівській семирічці, він виявив відмінні успіхи й лідерські задатки. Після Снятинської середньої школи (1953—1956) закінчив Чернівецький фінансовий технікум (1958), а згодом — Івано-Франківський педагогічний інститут ім. Василя Стефаника за спеціальністю «Вчитель фізики і загальнотехнічних дисциплін» (1965).

## Трудова діяльність
Після закінчення фінансового технікуму Богдан Ступарик працював інспектором фінвідділу (м. Яремче), бухгалтером колгоспу в рідному селі, а згодом, відповідно до отриманої вищої педагогічної освіти — учителем фізики в с. Угорниках і директором школи. Богдан Михайлович мав неабиякі організаторські здібності. Вони були помічені, і його запросили працювати спочатку заступником директора (1966), а відтак — директором (1968) профтехучилища в в с-щі Отинії Коломийського району Івано-Франківської області (тут готували електромонтерів, монтажників), а згодом директором Івано-Франківського профтехучилища деревообробної промисловості № 3.
Дев'ятнадцять років життя Б. Ступарик присвятив професійно-технічній освіті Івано-Франківщини, п'ятнадцять із них — Івано-Франківському ПТУ № 3, яке під його керівництвом досягло високих результатів у навчально-виховній діяльності. Воно неодноразово виборювало звання найкращого профтехучилища в Україні, було постійним учасником всеукраїнських виставок досягнень народного господарства. Ця плідна і невтомна робота відзначена багатьма нагородами.
Чи не найбільше талант організатора, мудрого керівника, педагога, що вболіває за розвиток української освіти, розкрився, коли Б. Ступарик очолював Івано-Франківський міський відділ народної освіти у 1984—1985 рр. На цій посаді він проявив себе принциповим, а навіть жорстким, знаючим керівником, який поставив за мету навести порядок і дисципліну в освітніх закладах міста. Обійнявши цю посаду вдруге (кінець 1993—1994 р.), він зосередився на посиленні національної складової у змісті навчально-виховного процесу, поліпшенні якості професійної освіти та «зрушенні з місця» допрофесійної освіти. Двоє науковців училища захистили докторські дисертації (Ступарик Б. М., Гушулей Й. М.), а четверо — кандидатські (С. С. Шумега, І. В. Фічора, Б. П. Данилюк, Л. І. Зеліско). Підтримуючи ініціативу Асоціації колишніх станіславських гімназистів, професор Б. Ступарик активно сприяв відкриттю в Івано-Франківську української гімназії № 1, що згодом стане одним із найкращих освітніх закладів міста, був незмінним членом її опікунської ради. Активний учасник численних робочих і урочистих заходів, що проводилися в гімназії, Богдан Михайлович обговорював проблеми, дотичні до організації та змісту її діяльності, доброзичливо спілкувався з учнівським і педагогічним колективами, став одним із її чільних літописців.

## Наукова діяльність
Період наукової діяльності Б. Ступарика розпочався зі вступу до заочної аспірантури при Інституті загальних проблем виховання АПН СРСР (Москва). У березні 1980 р. він захистив кандидатську дисертацію на тему «Спільна діяльність колективів професійно-технічного училища і базового підприємства з трудового виховання учнів». Опублікувавши низку новаторських праць, молодий учений став визнаним фахівцем у галузі трудового виховання.
Із 1985 року Богдан Ступарик працює старшим викладачем, доцентом кафедри педагогіки Івано-Франківського державного педагогічного інституту імені Василя Стефаника. У 1988 р. він стає завідувачем кафедри наукових основ управління школою, а в 1995 р. очолює єдину в Україні кафедру історії педагогіки у Прикарпатському університеті ім. Василя Стефаника. В Інституті педагогіки і психології професійної освіти АПН України 1995 року захистив докторську дисертацію на тему: «Розвиток шкільництва Галичини (1772—1939 рр.)».
Точкою відліку становлення наукової школи педагога вважається створення в 1995 р. у Прикарпатському університеті імені Василя Стефаника на той час першої в Україні кафедри історії педагогіки та формування її кадрового складу. Богдан Михайлович очолював кафедру з її заснування (1995) до своєї смерті (2002). Учений здійснював значну науково-педагогічну діяльність, був керівником і консультантом наукових досліджень аспірантів і докторантів з України, Польщі та Румунії. За короткий термін під його керівництвом захищено сім докторських (Барбара Чередрецька, Єжи Поточни, Тетяна Завгородня, Іван Русак, Сільвія Бадора, Йоланта Шемпрух, Марія Чепіль) і п'ятнадцять кандидатських дисертацій, підготовлено майже сімдесят магістрів. Ним опубліковано чотири монографії та понад 230 наукових праць. Він був учасником і організатором багатьох міжнародних, всеукраїнських та регіональних науково-практичних конференцій із проблем загальної педагогіки та історії педагогіки.
У 1996 р. Богданові Ступарику присвоєно вчене звання професора, а 1997 року він був обраний членом-кореспондентом Академії педагогічних наук України.
Про великий науковий авторитет Б. Ступарика свідчить те, що він очолював спеціалізовану вчену раду в Прикарпатському університеті ім. Василя Стефаника та був членом такої ж ради у Тернопільському педагогічному університеті ім. Володимира Гнатюка, був головним редактором «Вісника Прикарпатського університету» (серія «Педагогіка»), членом редакційної колегії журналів «Педагогіка і психологія професійної освіти», «Обрії», «Джерела», «Вісник Львівського університету» та ін.
У 2006 р. Вчена рада Прикарпатського національного університету ім. Василя Стефаника ухвалила рішення про об'єднання кафедри загальної педагогіки та історії педагогіки і створення кафедри педагогіки імені Богдана Ступарика. Нині очолює кафедру учениця і послідовниця вченого доктор педагогічних наук, професор Тетяна Завгородня, яка, перейнявши досвід свого наставника, взяла на себе керівництво започаткованою ним науковою школою. Провідними викладачами кафедри є 2 доктори педагогічних наук (Т. К. Завгородня, З. І. Нагачевська), 11 кандидатів наук. За останнє десятиліття на кафедрі захистили кандидатські дисертації понад 40 осіб.

## Творчі здобутки
Богдан Ступарик публікувався на сторінках провідних педагогічних видань України «Шлях освіти», «Рідна школа», «Педагогіка і психологія професійної освіти» та ін. П'ять статей ученого надруковані в іноземних виданнях. Його статті «Розвиток освіти на Прикарпатті» (1989), «Розвиток професійно-технічної освіти на Прикарпатті» (1989), «Роль „Просвіти“ в підвищенні освітнього рівня населення Галичини» (1992), «Діяльність ЗУНР у галузі освіти» (1993), «Виховні ідеали українців» (1993), монографії та методичні посібники «З історії розвитку фахової освіти на Прикарпатті» (1991), «Шкільництво Галичини (1772—1939 рр.)» (1994), «Ідея національної школи та національного виховання в педагогічній думці Галичини (1772—1939 рр.)» (1993), «Національна школа: витоки, становлення» (1998) та інші відзначаються глибоким проникненням у життя сім'ї, школи, неформальних молодіжних об'єднань, тонким знанням психології батьків і дітей.
У співавторстві видав історико-культурний, краєзнавчий нарис про рідні Задубрівці «Село за дібровою» (Снятин: ПрутПринт, 1999) та авторське видання — автобіографічну сповідь «З порога вічності» (Івано-Франківськ: Нова Зоря, 2005). Упорядник Ганна Дорошенко підготувала про науковця книжку «Задивлений у вічність: Спогади про Людину, Патріота, Вченого» (Івано-Франківськ: Лілея-НВ, 2003).

## Національна освіта та національна ідея
Невтомний вихователь української молоді, Богдан Михайлович пропагував національну ідею в численних задокументованих і незадокументованих виступах. Ніколи не проходив байдуже повз безкультурність, сірість. Найголовнішим обов'язком тих, хто працює з молоддю, професор вважав виховання людей, які здатні побудувати і зберегти незалежну Українську державу.
Домінуючою у багатій творчій спадщині Богдана Ступарика є національна ідея, якій він присвятив усе своє життя. Наприкінці 1980-х — початку 1990-х рр. саме його непримиренна позиція ставала прикладом для інших, його публічні виступи, науковий доробок були як ніколи актуальними, бо саме вони знаменували новий шлях вирішення проблем освіти України загалом і педагогіки зокрема. За довгі роки педагогічної діяльності професор зробив значний внесок у розвиток української національної освіти і педагогіки. Його наукова спадщина і педагогічні ідеї мають велике значення для сучасної національної школи, адже постали вони з народно педагогічних джерел, української педагогічної класики, передових поглядів вітчизняних і зарубіжних учених, українських учителів, а також із власного практичного досвіду.
1992 у видавництві Прикарпатського університету вийшла авторська книжка Богдана Ступарика «Національна школа: витоки становлення», а 1994 побачила світ чергова його дослідницька праця «Шкільництво Галичини (1772—1939)».

## Громадська робота
Богдан Михайлович знаний не лише як науковець, учений, але і як активний громадсько-просвітницький діяч. Він був членом:

ради міського об'єднання Всеукраїнського товариства «Просвіта» ім. Т. Шевченка, 

президії Клубу української інтелігенції імені Б. Лепкого, 

президії Івано-Франківського осередку НТШ, 

заступником голови опікунської ради першої української гімназії Івано-Франківська, 

заступником голови консультативної комісії при голові облдержадміністрації з питань освіти. 

Учений, який брав активну участь у громадському житті, здобув славу чесного, відданого національній ідеї діяча.
Помер Богдан Михайлович Ступарик в Івано-Франківську 19 жовтня 2002 року.

## Нагороди
- 1983 — присвоєно звання заслуженого працівника професійно-технічної освіти;
- нагороджено значками «Відмінник профтехосвіти СРСР» (1976); «Відмінник освіти України» (2001);
- удостоєно золотої і бронзової медалей Виставки досягнень народного господарства СРСР.

## Вшанування
З 23 березня 2007 року до Дня працівників освіти в місті Івано-Франківську присуджується Педагогічна премія імені Богдана Ступарика.

## Творчий доробок
- Ступарик Богдан. Національна школа: витоки становлення. — Івано-Франківськ: Прикарпатський університет, 1992. — 192 с.
- Ступарик Богдан. Шкільництво Галичини (1772—1939). — Івано-Франківськ: Прикарпатський університет, 1994. — 144 с.
- Ступарик Б. М., Гладій В. І., Гладій М. В. Село за дібровою: Історико-культурний, краєзнавчий нарис про Задубрівці. — Снятин: ПрутПринт, 1999. — 76 с.; іл.
- Ступарик Богдан. З порога вічності: Автобіографічна сповідь. — Івано-Франківськ: Нова Зоря, 2005. — 208 с.
- Задивлений у вічність: Спогади про Людину, Патріота, Вченого / Упорядн. Ганна Дорошенко. — Івано-Франківськ: Лілея-НВ, 2003. — 80 с.